# Разтоцький потік
Разтоцький потік (словац. Ráztocký potok) — річка в Словаччині, права притока Грону, протікає в окрузі Брезно.
Довжина приблизно 5.4 км. Витік знаходиться в масиві Низькі Татри — схил гори Чєрни-дєл — на висоті близько 960 метрів. Протікає територією сіл Разтока і Немецка.
Впадає в Грон на висоті приблизно 405-410 метрів.